# قاعدة بيانات دي بي في ويب
دي بي في ويب (DPVweb) عبارة عن قاعدة بيانات لاختصاصيي الفيروسات العاملين في مجال الفيروسات النباتية، حيث تضم بيانات التصنيف والمعلومات الحيوية والأعراض.

## الوصف
تعد قاعدة بيانات دي بي في ويب (DPVweb) مصدرًا مركزيًا للمعلومات متاحًا على الويب يتعلق بالفيروسات وأشباه الفيروسات والأقمار الصناعية الخاصة بالنباتات والفطريات والبروتوزا. وهي توفر معلومات تصنيفية شاملة، بما في ذلك أوصاف مختصرة لكل عائلة وجنس، بالإضافة إلى قوائم مصنفة لتسلسلات الفيروسات. ويعتمد هذا المصدر على قاعدة بيانات كبيرة تحتوي على معلومات تفصيلية ومنسقة لكل سلاسل الفيروسات وأشباه الفيروسات والمعتمدة على النباتات والفطريات والبروتوزا والكاملة والتي تحتوي على جين واحد كامل على الأقل. وهناك حاليًا حوالي 10000 من تلك السلاسل. ولأغراض المقارنة، تحتوي قاعدة بيانات «دي بي في ويب» على تسلسل تمثيلي لكل أنواع الفيروسات كاملة التسلسل الأخرى التي تحتوي على الحمض الريبي النووي (RNA) أو جينوم الحمض النووي الريبوزي منقوص الأكسجين (DNA) أحادي الشريط. وبالنسبة لكل تسلسل منسق، تحتوي قاعدة البيانات على مواضع البداية والنهاية لكل ميزة (الجين والمناطق غير المترجمة وما إلى ذلك) وتم فحصها من أجل التحقق من دقتها. وقدر الإمكان، فإن مصطلحات الجينات والبروتينات موحدة حسب الأجناس والعائلات. ويمكن تنزيل تسلسلات الميزات (سواء في شكل تسلسلات الحمض النووي الريبوزي منقوص الأكسجين أو أحماض أمينية) بشكل مباشر من موقع الويب بتنسيق فاستا.
كما يمكن كذلك الوصول إلى معلومات التسلسل من خلال برامج العميل لأجهزة الكمبيوتر الشخصية.

## معلومات تاريخية
لقد تم نشر قاعدة بيانات أوصاف الفيروسات العالمية (DPVs) لأول مرة من خلال جمعية اختصاصيي الفيروسات التطبيقيين في عام 1970 في شكل سلسلة من المنشورات، كل منشور منه كتبه خبير لوصف فيروس خاص من تلك الفيروسات العالمية. وفي عام 1998، تم مسح كل أوصاف الفيروسات العالمية التي وصل عددها إلى 354 والتي كانت تنشر بصيغة ورقية، وتم تحويلها إلى تنسيق إلكتروني في شكل قاعدة بيانات وتم توزيعها على قرص مضغوط (CDROM). وفي عام 2001، تمت إتاحة الأوصاف في موقع DPVweb الجديد، مما يتيح القدرة على الوصول المفتوح إلى المقالات الخاصة بالفيروسات العالمية والتي يتجاوز عددها 400 مقال (حاليًا 415 مقالاً) بالإضافة إلى بيانات التصنيف والتسلسل في كل الفيروسات العالمية.

## الاستخدامات
تعد قاعدة بيانات دي بي في ويب (DPVweb) وسيلة مساعدة للباحثين في مجال الفيروسات العالمية، بالإضافة إلى كونها مصدرًا تعليميًا للطلبة الدارسين في مجال الفيروسات والبيولوجيا الجزيئية.
ويوفر الموقع نقطة مفردة يمكن الوصول إليها لكل تسلسلات جينومات الفيروسات العالمية المعروفة، وهو ما يسهل تجميع هذه التسلسلات معًا من أجل إجراء المزيد من التحليلات والمقارنة. وقد أثبتت بيانات التسلسل من قاعدة بيانات دي بي في ويب (DPVweb) قيمتها في مجموعة من المشروعات:
1. مسح اتجاه استخدام الكودون بين كل الفيروسات العالمية،
2. المقارنات الثنائية بين مجموعات التسلسلات الشاملة من عائلات فيروسات طيعة وفيروسات البطاطا التي ساعدت على توفير التصنيف وتوضيح الأجناس ومعايير تمييز الأنواع،
3. دراسة مسحية والتحقق من تقسيم البروتينات المتعددة في عائلة Potyviridae.

## وصلات خارجية
- http://www.dpvweb.net